# Armentières-sur-Avre
Armentières-sur-Avre es una comuna francesa situada en el departamento de Eure, en la región de Normandía.

## Demografía
| 166 | 163 | 178 | 132 | 142 | 163 | 161 |
| Para los censos de 1962 a 1999 la población legal corresponde a la población sin duplicidades (Fuente: INSEE [Consultar]) |     |     |     |     |     |     |